# Mem Loimis Mons
Il Mem Loimis Mons è una struttura geologica della superficie di Venere.